# College van procureurs-generaal (België)
De procureurs-generaal bij de hoven van beroep vormen samen het college van procureurs-generaal. Het college van staat onder het gezag van de minister van Justitie.
Het college is bevoegd voor het hele grondgebied en de beslissingen die het neemt hebben bindende kracht voor de procureurs-generaal bij de hoven van beroep, de federale procureur en alle leden van het openbaar ministerie die onder hun toezicht en leiding staan.
Het college ziet toe op:
- De coherente uitwerking en de coördinatie van het strafrechtelijk beleid zoals vastgelegd door de minister van Justitie.
- De goede werking van het openbaar ministerie

Het college van procureurs-generaal verleent ook adviezen aan de minister van Justitie en kan adviezen inwinnen bij de raad van procureurs des Konings.
Het voorzitterschap van het college van procureurs-generaal is roterend. Op 1 september wordt het voorzitterschap overhandigd van de ene procureur-generaal naar de volgende.
Nationaal recht